# Керкінітида
Керкінітида (грец. Κερκινίτις) — давньогрецьке місто, що існувало з V по II століття до н. е. на території сучасної Євпаторії.

## Історія

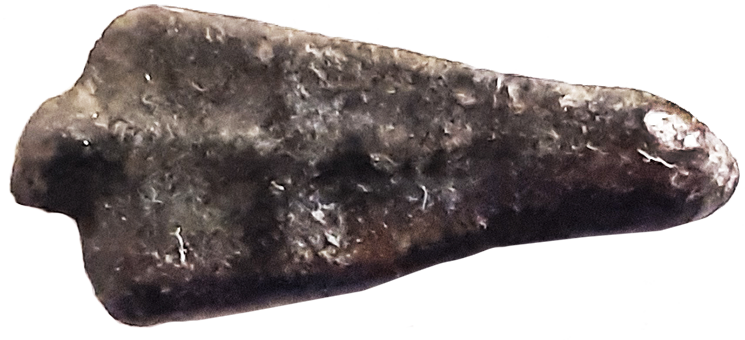
Монета-стрілка Керкінітиди, V ст. до н.е.

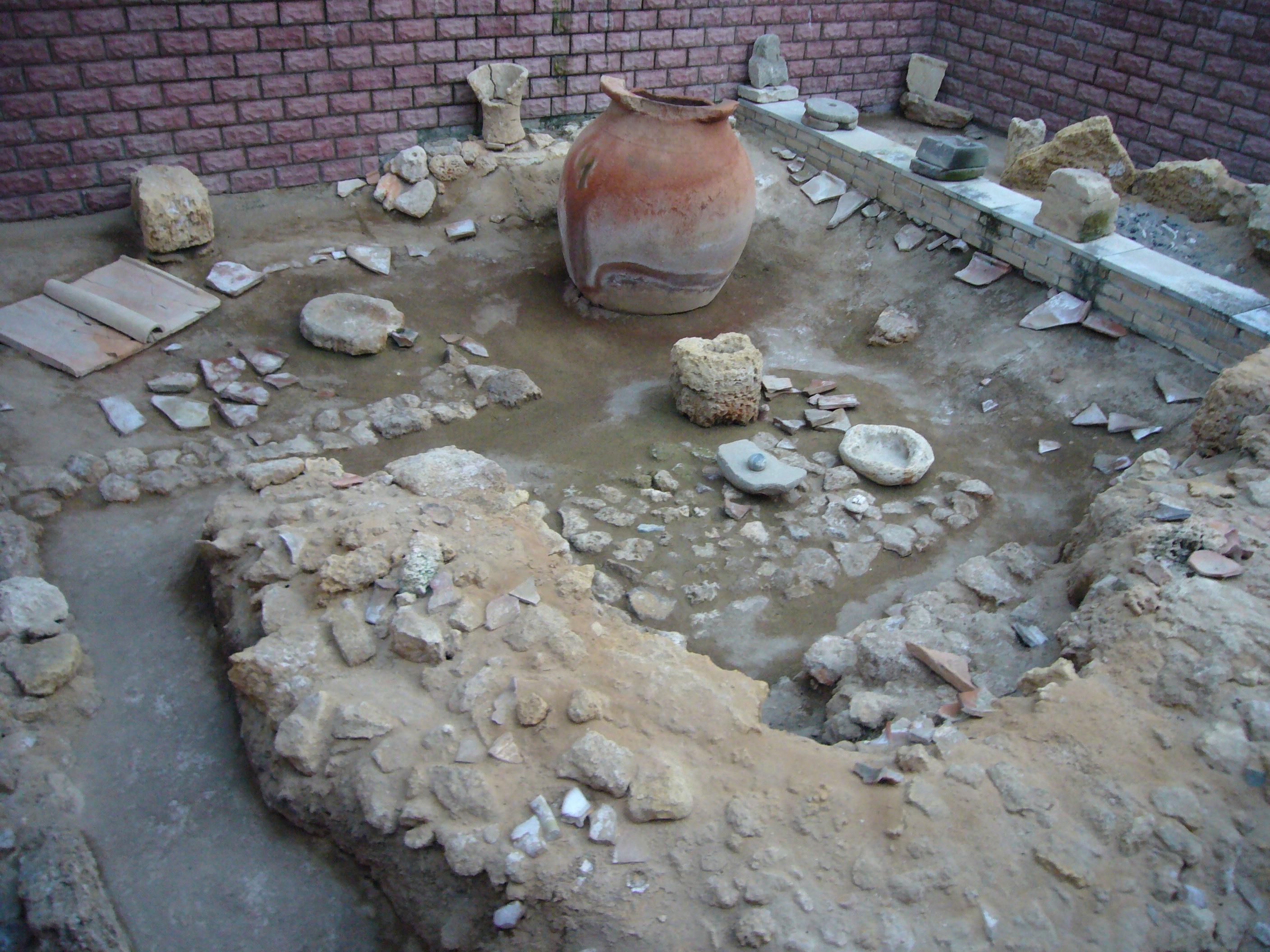
Фрагмент експозиції археологічного комплекса городища на вулиці Дувановській

Керкінітиду заснували в кінці VI ст. до н. е. переселенці з Іонії. Місто існувало як самостійний поліс. Вело торгівлю з іншими грецькими містами (Херсонесом, Ольвією, Гераклеєю), скіфами. Жителі міста займалися торгівлею, рибальством, ремеслами.
Наприкінці IV ст. до н. е. Керкінітида потрапляє у залежність від Херсонеса. Будують кращі укріплення міста. В III ст. до н. е. місто процвітає. Крім херсонеської, карбує ще власну монету.
У II ст. до н. е. місто захоплюють скіфи, що створили своє царство у степовому Криму — Мала Скіфія. Жителі міста рятуються у Херсонесі. Греки, нездатні самотужки впоратися зі скіфами звертаються за допомогою до Боспорського царя Мітрідата VI Евпатора. Війська Мітрідата захоплюють залишки зруйнованої скіфами Керкінітиди, але жителі вже не повертаються туди.
Можливо на території Керкінітиди деякий час існували скіфські поселення. В IV столітті по Р. Х. до Криму увірвалися гуни і повністю знищили залишки еллінської цивілізації.

## Згадки сучасників про Керкінітиду
- Гекатей з Мілета, «Опис землі». (Кінець VI століття до н. е..): «Кіркінітида — місто скіфське.»
- Геродот. «Історія». (середина V століття до н. е.): «Від Істри йде вже давня Скіфія, що пролягла до міста, яке зветься Керкінітида.»
- Арріан. «Плавання навколо Чорного моря». (II століття н. е.): «… від Херсонеса до Керкінітиди 600 стадіїв, а від Керкінітиди до Прекрасної гавані, також скіфської, ще 700.»